# Blue Mountains
Coordonate: 33° 43' 05" S 150° 18' 38" O

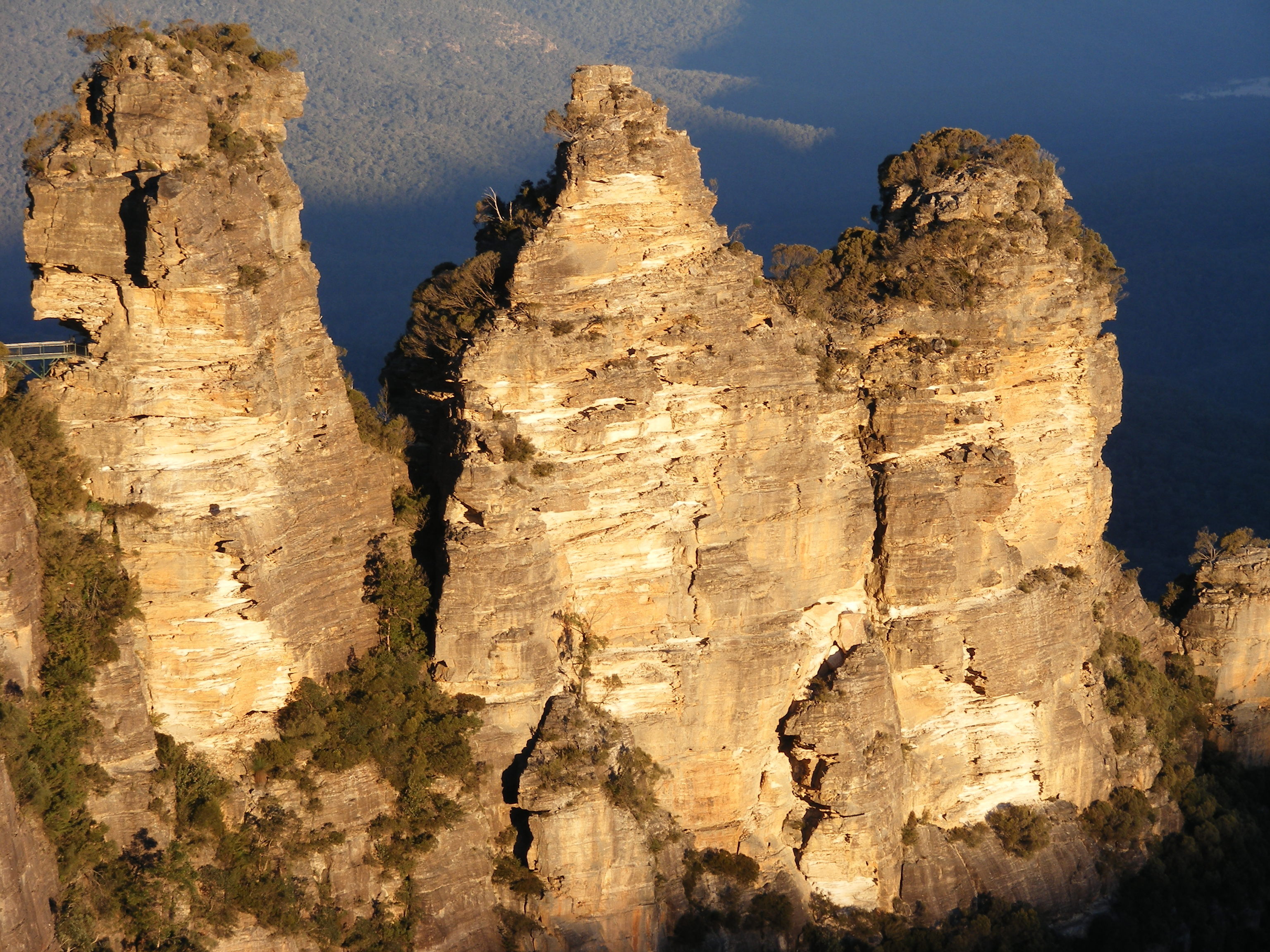
Blue Mountains

Blue Mountains (Munții Albaștri) este o regiune care face parte din „Sydney Statistical Division” (patrimoniu UNESCO, din statul New South Wales, Australia situat la ca. 60 km vest de Sydney). Orașul cel mai mare al regiunii „City of Blue Mountains” are o populație de 73.675 de locuitori (2001), urmat de orașele Hawkesbury, Lithgow și Oberon. Blue Mountains are altitudinea de  de peste 1000 m deasupra n.m., regiunea face parte din masivul  Great Dividing Range. Regiunea este caracterizată prin căderi rare de zăpadă și printr-o climă temperată  care variază între  3 °C iarna și maximal 25 °C vara. In regiunile mai umede crește eucaliptul cu ca. 91 de soiuri și păduri ecuatoriale. Aici crește un conifer Wollemie „Wollemia nobilis”, descoperit în anul 1994, care crește numai aici. Lista parcurilor din „Greater Blue Mountains Area” sunt:
- Parcul Național Blue-Mountains
- Parcul Național Gardens-of-Stone
- Parcul Național Kanangra-Boyd
- Parcul Național Nattai
- Parcul Național Thirlmere-Lakes
- Parcul Național Wollemi
- Parcul Național Yengo